# Stig Järrel
Stig Järrel (Stig Ohlsson) (Malmberget, 1910. február 8. – Monte-Carlo, 1998. július 1.) svéd színész. 
Pályafutása alatt Svédország egyik legnépszerűbb színészének számított, és az egyik legtermékenyebbnek is: összesen 131 filmben szerepelt. Emellett színházban is fellépett, továbbá gyakori vendégnek számított televíziós és rádiós műsorokban.

## Élete
1910. február 8-án született a norrbotten megyei Malmberget nevű városkában. 1929-ben felvételt nyert a Királyi Drámai Színház színiskolájába Stockholmban. Később a színész Gösta Ekmannal dolgozott együtt. Első filmje az 1936-ban bemutatott Larsson i det andra giftet volt. Különösen termékeny színésznek számított, évente átlagosan hat filmben játszott, így karrierje során összesen 131 produkcióban szerepelt. Järrelt kimondott munkamániásként ismerték, személyes rekordja 1954-ben történt, amikor 12 filmben volt látható.
Legemlékezetesebb szerepe Caligula, a kegyetlen latintanár volt Alf Sjöberg Őrjöngés (1944) című drámájában volt. Järrel később bevallotta, hogy Caligula ábrázolása volt az egyetlen olyan filmszerepe a pályafutása során, amire büszke és teljesen elégedett volt. Järrel kollégái körében erősen maximalistaként volt ismert. 
A drámai műfaj mellett a komédia sem volt idegen tőle. Nagy sikert ért el a Hasse Ekman által rendezett Fram för lilla Märtaval, de Ingmar Bergmannal is dolgozott együtt Az ördög szeme című fantasztikus vígjátékban, melyben a Sátánt formálta meg.
Svédország vezető revü producereivel is közreműködött, ekkor született meg a népszerű Fibban Karlsson alakja, egy heves temperamentumú öregemberé, akinek a monológjaiban a mindennapi élet dolgai tükröződtek vissza a saját sorsán keresztül. A karakter a revük népszerű visszatérő vendége lett. Järrel a '80-as években vonult vissza, és a Francia Riviérára költözött. 1998. július 1-jén hunyt el Monte Carlóban 88 éves korában.

## Fordítás
- Ez a szócikk részben vagy egészben  a   Stig_Järrel című angol Wikipédia-szócikk fordításán alapul.  Az eredeti cikk szerkesztőit annak laptörténete sorolja fel. Ez a jelzés csupán a megfogalmazás eredetét és a szerzői jogokat jelzi, nem szolgál a cikkben szereplő információk forrásmegjelöléseként.